# Campeonato Rondoniense de Futebol de 2001
O Campeonato Rondoniense de Futebol de 2001 foi a 60.ª edição do Campeonato Rondoniense de Futebol.

## Participantes
Participaram do Campeonato Estadual de Rondoniense em 2001, as seguintes agremiações:
- Ajax Futebol Clube, de Vilhena
- Cruzeiro Esporte Clube, de Porto Velho
- Guajará Esporte Clube, de Guajará-Mirim
- Ji-Paraná Futebol Clube, de Ji-Paraná
- Sport Club Genus Rondoniense, de Porto Velho
- Sport Clube Shallon, de Porto Velho
- Sociedade Esportiva Ariquemes, de Ariquemes
- Sociedade Esportiva União Cacoalense, de Cacoal

## Premiação
| Campeonato Rondoniense de 2001 |
| ------------------------------ |
| JI-PARANÁ Campeão (8º título)  |